# Wat Pa Pradu
Der Wat Pa Pradu (Thai วัดป่าประดู่ – Tempel im Wald der Padouk-Bäume [Pterocarpus Macrocarpus]) ist eine buddhistische Tempelanlage (Wat) aus der Zeit des Königreichs Ayutthaya und steht in Rayong, im östlichen Teil der Zentralregion von Thailand.
Hauptsehenswürdigkeiten des Tempels sind die liegende Buddhafigur sowie ein in „westlicher Art“ sitzender Buddha, der aufgrund seiner Sitzhaltung Phra Pa Lilai (Thai: พระป่าเลไลยก์) genannt wird und im Stil der frühen Ayutthayazeit (oder der dritten U-Thong-Periode) gehalten ist.
Die liegende Figur weist insofern eine Besonderheit auf, als sie auf der linken Seite liegt. Typischerweise wird der liegende Buddha nach rechts dargestellt. Sie ist fast zwölf Meter lang und über drei Meter hoch. Der die Statue schützende Viharn stammt aus dem Jahr 1981.